# Questing
Questing ist ein 438 Acres (1,8 km²) großes Naturschutzgebiet bei New Marlborough im Bundesstaat Massachusetts der Vereinigten Staaten. Es wird von der Organisation The Trustees of Reservations verwaltet.

## Schutzgebiet
Das heutige Schutzgebiet diente im 20. Jahrhundert für mehr als 50 Jahre als Sommerfrische für Robert und Jane Fraser Lehman, die ihr Grundstück nach dem Fabelwesen Glatisant (englisch Questing Beast) aus der Artussage benannten.
Bereits die Indianer zogen durch das Gebiet und haben dort möglicherweise auch gesiedelt. Aus Aufzeichnungen geht hervor, dass von den Siedlern auf dem höchsten Punkt des heutigen Schutzgebiets, dem 1.457 ft (444,1 m) hohen Leffingwell Hill, das erste Fort zur Lagerung von Schießpulver errichtet wurde. Dort wurden mit den Brookins-Zwillingen auch die ersten nicht-indianischen Kinder geboren. In den Folgejahren wurde das Land schrittweise weitgehend gerodet. Mitte des 19. Jahrhunderts betrieben die beiden Brüder William und Jerome Leffingwell, nach denen der Hügel heute benannt ist, Landwirtschaft in dem Gebiet. Beide kamen jedoch bei Betriebsunfällen ums Leben, und ihre Familie zog weiter in den Mittleren Westen. Eine ganze Reihe anderer Familien übernahmen die Farm, doch auch sie gaben den Betrieb jeweils nach einiger Zeit wieder auf. Im frühen 20. Jahrhundert wurde der Betrieb endgültig eingestellt, und die ersten der heute wieder stehenden Bäume begannen zu wachsen. Noch heute sind die Ruinen des alten Bauernhauses zu sehen.
Robert Lehman war ein bekannter Pharmakologe und entwickelte wichtige Medikamente zur Behandlung von Herzfehlern, des Glaukoms und anderer Krankheiten. 1996 vererbte er das Grundstück an die Trustees, die es einer bereits 1992 von Richard Sellew erhaltenen benachbarten Parzelle hinzufügten und das Schutzgebiet einrichteten.
Den Besuchern stehen insgesamt 2 mi (3,2 km) Wanderwege zur Verfügung, die an einem 17 Acres (6,9 ha) großen, mit Wildblumen bewachsenen Feld vorbei und durch die Wälder rund um den Leffingwell Hill führen.